# Častnaja žizn' Petra Vinogradova
Častnaja žizn' Petra Vinogradova (Частная жизнь Петра Виноградова) è un film del 1934 diretto da Aleksandr Veniaminovič Mačeret.